# Kalîla wa Dimna (Oper)
Kalîla wa Dimna ist eine arabische Oper mit gesprochenen französischen Erzähltexten von Moneim Adwan (Musik) mit einem Libretto von Fady Jomar und Catherine Verlaguet nach Ibn al Muqaffas Kalīla wa Dimna. Es handelt sich um die erste arabischsprachige Oper. Die Uraufführung fand am 1. Juli 2016 im Théâtre du Jeu de Paume im Rahmen des Festival d’Aix-en-Provence statt.

## Handlung
Mit den Worten „Wenn du einen Dichter tötest, wird er in tausend Liedern wieder aufleben“ führt die Erzählerin Kalîla in die Oper ein.
Kalîlas Bruder Dimna will unbedingt das Vertrauen des Königs gewinnen, um eine Stellung am Hof zu erhalten. Kalîla rät ihm davon ab, doch Dimna würde lieber sterben, als ohne Ehrgeiz weiterzuleben. Der König selbst leidet unter seiner Einsamkeit. Auch seine Mutter kann ihn nicht beruhigen. Daher gelingt es Dimna leicht, sich mit ihm anzufreunden. Er wird sein engster Vertrauter. Die Mutter mahnt den König, Dimna nicht zu vertrauen.
Als der vom Volk gefeierte Dichter Chatraba in die Stadt kommt, ist der König neugierig, fürchtet jedoch die Macht seiner Verse. Dimna sucht Chatraba auf und überredet ihn zu einem Besuch beim König. Chatraba hat zunächst Vorbehalte, da er dem König die Schuld an den Leiden des Volks gibt. Doch schließlich gibt er nach und kommt mit zum Palast. Wider Erwarten verstehen sich Chatraba und der König gut, und Chatraba bleibt am Hof.
Durch die wachsende Freundschaft zwischen dem König und Chatraba fühlt sich Dimna vernachlässigt und verraten. Um seinen alten Platz wieder einzunehmen, beschließt er, Misstrauen zwischen ihnen zu säen.
Kalîla bemerkt den Gefühlszustand ihres Bruders und warnt ihn vor den Folgen seines Plans, kann ihn aber nicht davon abbringen. Sie erzählt eine Fabel über einen Löwen, der in seiner Höhle mit einem Raben, einem Kamel, einem Wolf und einem Schakal zusammenlebt. Als der Löwe erkrankt und nicht mehr jagen gehen kann, leiden die Freunde Hunger. Nacheinander bieten sich der Rabe, der Schakal und der Wolf selbst als Nahrung für die anderen an. Doch der Rabe wäre nur ein kleiner Bissen, der Schakal würde Bauchschmerzen verursachen, und das Wolfsfleisch ist giftig. Also kommt nur das Kamel in Frage. Es wünscht den anderen guten Appetit. Die andere lachen, als hätten sie nichts anderes erwartet. Die Moral: Wer dich tötet, ist derjenige, dem du am meisten vertraust.
Dimna erzählt nun dem König, dass Chatraba mit versteckten Botschaften in seinen Versen das Volk gegen ihn aufwiegle. Der König berät sich mit seiner Mutter, die ihn daran erinnert, dass ein König keine Freunde habe und niemandem vertrauen könne. Seine einzigen Freunde seien der Thron, die Macht und die Krone.
Als Nächstes teilt Dimna Chatraba mit, dass der König ihm zürne. Er plane außerdem, die Steuern zu erhöhen und werde so die Armut im Land vergrößern. Dimnas Heimtücke geht auf: Beim folgenden Zusammentreffen von Chatraba und dem König kommt es zum Streit, und der König verbannt Chatraba. Chatraba kommentiert das mit den Worten, die Kalîla bereits in der Einleitung angeführt hat, und beschwört die Freiheit.
Kalîla erzählt den Fortgang der Geschichte: Chatraba wird ohne Prozess hingerichtet. Das Volk singt weiterhin seine Lieder und beschuldigt den König des Mords. Der König leidet erneut unter seiner Einsamkeit. Seine Mutter weist ihn auf die Intrige Dimnas hin. Der König lässt ihn verhaften. Als Kalîla ihren Bruder im Kerker besucht, hofft sie vergeblich auf ein Zeichen der Reue – er hatte keine andere Wahl.
Im Schlussensemble fassen alle noch einmal ihre Beweggründe und Entscheidungen zusammen.

## Gestaltung
Obwohl das Werk als „Oper“ bezeichnet ist, entspricht es aufgrund der gesprochenen Texte eher einem Singspiel. Arabische Melodien in arabischer Sprache werden durch französische Texte einer Erzählerin miteinander verbunden.

### Instrumentation
Die kammermusikalische Instrumentalbesetzung der Oper besteht lediglich aus drei europäischen und zwei orientalischen Instrumenten:
- Violine
- Violoncello
- Klarinette
- Kanun
- Perkussion

## Werkgeschichte
Die Oper Kalîla wa Dimna des palästinensischen Komponisten Moneim Adwan ist die erste Oper in arabischer Sprache. Es handelt sich um ein Auftragswerk des Festival d’Aix-en-Provence. Sie wurde 2016 in Zusammenarbeit mit der Opéra de Lille und der Opéra de Dijon und mit Unterstützung des Festival von Abu Dhabi produziert und am 1. Juli 2016 im Théâtre du Jeu de Paume in Aix-en-Provence uraufgeführt.
Adwan nutzte für seine Oper eine Sammlung orientalischer Tierfabeln aus dem 8. Jahrhundert, das Ibn Al-Muqaffa zugeschriebene Kalīla wa Dimna. Er arbeitete fünf Jahre lang an dem Werk. Grundlage war die Geschichte vom Löwen und Stier, die vom hinterhältigen Schakal Dimna entzweit werden. Die Vorlage wurde von den beiden Librettisten Fady Jomar (einem in Deutschland lebenden syrischen Autor) und Catherine Verlaguet adaptiert. Sie ersetzten dabei die Tiercharaktere durch Menschen.
Bei der Uraufführung am 1. Juli 2016 im Théâtre du Jeu de Paume sangen Ranine Chaar (Kalila), Moneim Adwan (Dimna), Mohamed Jebali (König), Reem Talhami (Königsmutter), Jean Chahid (Chatabra). Die musikalische Leitung hatte Zied Zouari, die Inszenierung stammte von Olivier Letellier, die Bühne von Philippe Casaban und Éric Charbeau, die Kostüme von Nathalie Prats und das Lichtdesign von Sébastien Revel. Die Instrumentalsolisten waren Zied Zouari (Violine), Yassir Bousselam (Violoncello), Selahattin Kabaci (Klarinette), Abdulsamet Çelikel (Kanun) und Wassim Halal (Perkussion).
Ein Mitschnitt der Aufführung wurde im Internet auf Arte Concert gezeigt.